# José Botella Andrés
José Botella Andrés (Elx, 1837 - València, 1889) fou un polític valencià, diputat a les Corts durant el regnat d'Isabel II i durant la restauració borbònica.

## Biografia
De jove va treballar a la sucursal del Banc d'Espanya a València, quan n'era gerent José Campo Pérez, dirigent del Partit Moderat que el va introduir en la política. El 1865 fou regidor i tinent d'alcalde de València i el 1867 fou elegit diputat a les Corts Espanyoles pel districte de La Bañeza (província de Lleó). Des del seu escó va donar suport la políica antiprogressista de Luis González Bravo.
Arran de la revolució de 1868 esdevingué una aferrissat partidari de la restauració borbònica en la persona d'Alfons XII i va participar activament en el cop d'estat a Sagunt d'Arsenio Martínez-Campos Antón. El 1875 fou designat diputat provincial de València i a les eleccions generals espanyoles de 1876 fou elegit diputat del Partit Conservador per Xelva. El 1879 fou escollit senador per la província de València, però renuncià a l'escó quan fou nomenat governador civil de la mateixa província per Francisco Romero Robledo, càrrec que va repetir el 1884. Quan Romero Robledo abandona el Partit Conservador ell el va seguir, tot i que més tard va tornar a incorporar-se als conservadors.